# СЦР
«Свобода — це рай» (рос. «Свобода — это рай») — радянський художній фільм, знятий режисером Сергієм Бодровим в 1989 році. Прем'єра відбулася 15 лютого 1990 року.

## Сюжет
Саша Григор'єв — вихованець спецшколи. Він мріє знайти свого батька, який сидить у в'язниці, Саша ніколи його не бачив. Заради цієї мрії він втікає зі спецшколи, хоча знає, що це загрожує йому як покаранням начальства, так і помстою інших вихованців. Але все ж його мрія здійснюється.

## У ролях
- Володимир Козирєв —  Саша Григор'єв
- Вітаутас Томкус —  начальник колонії
- Олександр Буреєв —  батько
- Світлана Гайтан —  Клава
- Сергій Бодров —  малолітній правопорушник
- Ігор Косухін — епізод

## Знімальна група
- Режисер — Сергій Бодров
- Сценарист — Сергій Бодров
- Оператор — Юрій Схіртладзе
- Композитор — Олександр Раскатов
- Художник — Валерій Кострін